# Conjetura de Elliott–Halberstam
En teoría de números, la conjetura de Elliott-Halberstam es un postulado sobre la distribución de números primos en progresiones aritméticas. Tiene muchas aplicaciones en teoría de cribas. Lleva el nombre de Peter D. T. A. Elliott y Heini Halberstam, quienes formularon la conjetura en 1968.

## Conjetura
Enunciar la conjetura requiere algo de notación. Sea {\displaystyle \pi (x)}, la función contador de números primos, que consiste en el número de primos menores o iguales que {\displaystyle x}. Si {\displaystyle q} es un número entero positivo y {\displaystyle a} y {\displaystyle q} son números coprimos, entonces se establece que {\displaystyle \pi (x;q,a)} denota el número de primos menores o iguales a {\displaystyle x} que son iguales a {\displaystyle a} módulo {\displaystyle q}. El Teorema de Dirichlet afirma que
{\displaystyle \pi (x;q,a)\approx {\frac {\pi (x)}{\varphi (q)}}}
donde {\displaystyle \varphi } es la función φ de Euler. Si luego se define la función de error
{\displaystyle E(x;q)=\max _{{\text{mcd}}(a,q)=1}\left|\pi (x;q,a)-{\frac {\pi (x)}{\varphi (q)}}\right|}
donde el máximo se toma sobre todo coprimo desde {\displaystyle a} hasta {\displaystyle q}, entonces la conjetura de Elliott-Halberstam es la afirmación de que
para cada {\displaystyle \theta <1} y {\displaystyle A>0} existe una constante {\displaystyle C>0} tal que
{\displaystyle \sum _{1\leq q\leq x^{\theta }}E(x;q)\leq {\frac {Cx}{\log ^{A}x}}}
para todo {\displaystyle x>2}.
Esta conjetura fue probada para todo {\displaystyle \theta <1/2} por Enrico Bombieri y Askold Vinográdov (según el teorema de Bombieri-Vinográdov, a veces conocido simplemente como "teorema de Bombieri"); este resultado ya es bastante útil, siendo una forma promediada de la hipótesis generalizada de Riemann. Se sabe que la conjetura falla en el punto final {\displaystyle \theta =1}.
La conjetura de Elliott-Halberstam tiene varias consecuencias. Una de ellas, bastante sorprendente, es el resultado anunciado por Dan Goldston, János Pintz y Cem Yıldırım, que muestra (asumiendo esta conjetura) que hay infinitos pares de números primos que difieren como máximo en 16. En noviembre de 2013, James Maynard mostró que asumiendo la conjetura de Elliott-Halberstam, se puede demostrar la existencia de un número infinito de pares de primos consecutivos que difieren como máximo en 12. En agosto de 2014, el grupo Polymath demostró que sujeto a la conjetura de Elliott-Halberstam generalizada, se puede demostrar la existencia de un número infinito de pares de primos consecutivos que difieren como máximo en 6. Sin asumir ninguna forma de conjetura, el límite probado más bajo es de 246.